# CITY ON A HILL/罪におぼれた街
『CITY ON A HILL/罪におぼれた街』（原題：City on a Hill）はShowtimeで放送されたアメリカ合衆国の犯罪ドラマシリーズである。

## 概要
1990年代、犯罪が頻発し人種差別の色濃く残るボストンを舞台とし、強引な捜査で知られ悪評判がつきまとう白人のベテランFBI捜査官のジャッキー・ロアと、理想を抱く若い黒人の地方検事捕のデコーシー・ワードが対立し、あるいは協力する。
2019年7月7日からはシーズン1が、2021年3月28日からはシーズン2が放送された。2021年6月2日シーズン3の製作が発表され、2022年7月31日より放送された。2022年10月27日に打ち切りが発表された。
日本ではU-NEXTが独占配信する。

## 登場人物

### メイン
※括弧内は日本語吹き替え
- ジョン(ジャッキー)・ロア : ケヴィン・ベーコン（安原義人）- FBI捜査官
- デコーシー・ワード : オルディス・ホッジ（安元洋貴） - サフォーク郡の地方検事補
- フランシス(フランキー)・ライアン : ジョナサン・タッカー（津田健次郎） - ボストンのチャールズタウンのスーパーマーケットの店員で犯罪ファミリーの一員[7] (S1)
- ジェームズ(ジミー)・ライアン : マーク・オブライエン（福山潤） - フランキーの弟[8] (S1-S2)
- シボーン・キーズ : ローレン・E・バンクス（城内由茄子） - ワードの妻で弁護士[9]
- キャシー・ライアン : アマンダ・クレイトン（英語版）（林真里花） - フランキーの妻[9] (S1-S2)
- ヘンリー(ハンク)・シグナ : ジェリー・シェイ（英語版）（上別府仁資） - 州警察の調査員[9] (S1)
- ディッキー・ミノーグ : ケヴィン・チャップマン（結城あくつ） -  ボストン市警の刑事[9] (S1)
- ジェニファー(ジェニー)・ロア : ジル・ヘネシー（八十川真由野） - ジャッキーの妻[10]
- クリス・ケイスン : マシュー・デル・ネグロ（英語版） : ボストン市警の警官、暴力対策班長 (S2からメイン)

### リカーリング
- エロイーズ・ヘイスティングス : グロリア・ルーベン - シボーンの母親[11]

- リッチー・ライアン : ジェームズ・レマー - フランキーとジミーの父親[11] (S1)
- ドッツィ・ライアン : キャシー・モリアーティ - フランキーとジミーの母親 (S1)
- コリー : Georgina Reilly - ジミーとの間に二人の娘をもうけたガールフレンド[12](S1)
- トミー・ヘイズ : Jimmy Cummings  - 屋根修繕業者でフランキーの犯罪仲間 (S1)
- ベネデッタ(ベニー)・ロア : Zoe Margaret Colletti (S1) & Lucia Ryan (S2-S3) - ジャッキーとジェニファーの娘
- スー・スタントン : キャスリン・アーブ - ジェニファーの友人 (S1-S3)
- フィールズ牧師 : セス・ギリアム - 黒人教会の牧師 (S1)
- ドイル神父 : Mark Ryder - アイルランドから赴任してきた神父 (S1-S3)
- クレイ・ローチ : ロリー・カルキン - ジャッキー・ロアの情報提供者で麻薬中毒者 (S1)
- ネイサン・レイ : ケヴィン・ダン - 地方検事[7]、デコーシーの上司 (S1)
- レイチェル・ベナム : サラ・シャヒ（寺依沙織） - 州警察の調査員、イラン系の女性[13] (S1)
- ガイ・ダン : ジョン・ドーマン - 地方検事、デコーシーの上司 (S2-S3)
- カレン・シミズ : Keiko Elizabeth - 連邦検事 (S2-S3)
- サフェリン : Kevin Interdonato - ボストン市警察の警官 (S2-S3)
- イザイヤ・ヒューズ牧師 : Leon - 黒人教会の牧師 (S2)
- グレイス・キャンベル : パーネル・ウォーカー（斉藤貴美子） - 連邦政府の公営住宅ブラクストンの自治会長 (S2-S3)
- アントン・キャンベル : Shannon Wallace - グレイスの息子で麻薬ギャングの一員 (S2)
- ケルヴィン・キャンベル : Kameron Kierce - グレイスの息子で麻薬ギャングの一員 (S2)
- シンクレア・ドライデン : コービン・バーンセン（辻親八） - ジャッキーの恩師 (S3)
- レティシア・ドライデン : ジョアンヌ・ケリー - シンクレアの妻 (S3)
- ヴィクトリア・ドライデン : Caroline Willman - シンクレアの娘 (S3)
- ムスタファ : Amr Elsheikh - ヴィクトリアのボーイフレンド (S3)
- ブレア・チャベス : Erica Camarano - デコーシーと地区検事の座を競う地区検事捕 (S3)
- フランクリン・ワード : アーニー・ハドソン（世古陽丸） - デコーシーの父 (S3)
- ルイ・ワード : Charles Brice - デコーシーの兄でNYPDの警官 (S3)
- ラミン・ミラニ: Pej Vahdat - ジャッキーの知り合いのFBI捜査官 (S3)

## あらすじ

### シーズン1のあらすじ
チャールズタウン地区で、堅気の仕事の裏で、家族ぐるみで犯罪に手を染めるクーパー家のフランキーは仲間とともに現金輸送車を強盗して警備員を殺し遺体を隠す。フランキーの弟ジミーは金に困り、事件の手掛かりをベテランFBI捜査官のジャッキーに売る。ジャッキーは事件解決よりも自分の手柄を優先し、ジミーの存在を秘密にして小出しに捜査を進展させる。ジミー由来の情報で、若い黒人の地方検事捕デコーシーと郡保安官事務所調査員のハンクとレイチェルは、4年前のケニッキ殺人事件を大陪審にかけてジャッキーの仲間を追究するが行き詰まる。ジャッキーはジミーを陥れて新たな情報を絞り出し、警備員の死体を発見して脚光を浴びる。ハンクとレイチェルはジミーとジャッキーの関係を知る。母親の医療費を稼ぐため、フランキーとジミーは新たな強盗を計画する。デコーシーはジミーを尋問して強盗の計画を知り、ジャッキーとFBIを外して犯行を待ち伏せてフランキーとジミーを逮捕するが、嗅ぎつけたジャッキーが現場に現れて手柄を横取りする。ハンクは撃たれて亡くなる。
デコーシーと弁護士の妻シボーンも参列した黒人の集まる教会のミサで、射殺事件が起きる。社会改革運動「ジェネシス連合」の指導者の一人である牧師のフィールズにはセクハラ疑惑が持ち上がり、シボーンはフィールズと対立する。デコーシーの活躍を見て、周囲は政界進出を期待する。
ジャッキーの家庭は崩壊しかける。ジャッキーは妻ジェニーの浮気を疑う一方で、愛人を妊娠させて家を追い出される。ジェニーは大学に通い教師を目指し、離婚を考える。娘のベニーは密かに学校をさぼり、ジャッキーの情報提供者で麻薬中毒者のローチと付き合い、薬物を過剰摂取させられ暴行被害を受ける。ジャッキーは復讐にローチを殺し自殺に見せかける。ジャッキーを恨んで調査していた新聞記者のミカエラは何者かに重傷を負わされる。レイチェルはジャッキーを疑って調べる。
デコーシーに免責を与えられたジミーの証言で、フランキーは警備員殺人で有罪となる。ジミーは警察の情報提供者だったケニッキ殺しを告白する。

### シーズン2のあらすじ
デコーシーはジャッキーが同乗していた連邦検事捕ホリーの薬物過剰摂取事件およびクレイ・ローチ殺人をめぐってジャッキーを調査し、ジャッキーは報復にデコーシーの情報源をめぐる嫌疑をでっち上げる。だがジャッキーは良心が目覚め、デコーシーの追及から手を引いて連邦検事シミズの恨みを買う。
シボーンは妊娠する。市会議員を目指し、連邦政府所有の公営住宅の自治会長のグレイス・キャンベルの支持を必要とする。麻薬ギャングであるグレイスの息子アントンの弁護を引き受け、法廷でデコーシーと対立する。アントンはデコーシーを恨んで襲撃し、シボーンを誤射して姿を消す。シボーンは流産する。デコーシーは事件から外され、ジャッキーがアントンを探す。アントンと弟ケルヴィンは敵対するギャングを襲撃してケルヴィンは重傷を負う。ジャッキーはグレイスと取引をしてアントンを逮捕しようとするが、アントンはケイスン率いる暴力対策班の警官サフェリンに射殺される。ケルヴィンは有罪となり、刑務所で殺される。身内に重罪犯を出したグレイスは公営住宅を追い出される。シボーンは弁護士事務所を辞め、アメリカ自由人権協会に加わる。
ジャッキーとジェニーは娘ベニーの回復を見守る。ジェニーは仲間から追われてボストンに逃げてきたIRAのメイヴと友人になる。ジャッキーはドイル神父がIRAとつながっていることを知る。ベニーはニューヨーク大学に合格する。ジャッキーはホリーの件で査問を受け、解雇の見込みとなる。
夫を失ったキャシーは困窮し、夫を売ったことで恨むジミーから麻薬を仕入れて売る。代金を要求したジミーを殺し、代わりに通りで麻薬を販売し始める。供給元に代金を払わずに殺し、子供たちとフロリダに逃げる。

### シーズン3のあらすじ
ジャッキーは自らFBIを辞職して困窮し、FBIの恩師で富豪のシンクレアの自宅の警備の仕事をする。高報酬を受け取り、シンクレアの妻のレティシアと不倫関係を持つ。だがシンクレアが関係を持った、娘ベニーと同年齢の若い女性の薬物過剰摂取による死亡事件から目を背けることができず、シンクレアが多くの女性を薬物レイプしたと疑って調べる。
ジェニーは夫の不倫を知り、ドイル神父と関係を持つ。ドイル神父はジャッキーの銃撃を依頼し負傷させて逮捕される。
デコーシーは、上司の地区検事ガイ・ダンが州司法長官を目指すにあたり、後継の座をめぐりチャベスと競争させられ、警官殺人事件を担当させられる。ケイスンの協力を得て、悪徳警官同士による殺人であることを突き止め、容疑者の黒人の嫌疑と、ケイスンにかけられたダンリーヴィ殺人の嫌疑を晴らす。
シボーンはアントンに誤射されたPTSDと、さらに高校時代に同乗した友人のひき逃げ事件の記憶に苦しむ。工事現場ビッグ・ディグで労働者のエルナンドが重傷を負った件を担当し、企業および組合とつながるマフィアに脅される。夫の協力もあり、多額の賠償金を得る。
ケイスンは警官同士のかばい合いを乱すものとして危険にさらされる。アントンが射殺された事件の公判で被告で部下のサフェリンに不利な証言をするも、同じく証言予定だった警官ウォレスは他の警官ダンリーヴィに殺される。さらにダンリーヴィが殺されて容疑がかけられるも、デコーシーと協力して晴らす。警官の死に倦んだ妻は別居する。検事局に移動する。
デコーシーとケイスンはジャッキーの依頼を受け、献金を受けたガイ・ダンの意向に背いてシンクレアを訴追する。妻と娘に背かれたシンクレアが薬物過剰摂取で昏睡状態となり、裁判は延期となる。ジェニーとジャッキーは不倫を告白し合い、ジェニーは家を出る。ガイ・ダンは州司法長官に当選し、有能さを認めたデコーシーを後任に指名する。

## エピソード
| シーズン | シーズン | 話数 | 話数 | 放送期間                                           | 放送期間      |
| シーズン | シーズン | 話数 | 話数 | 初回放送                                           | 最終回放送    |
| -------- | -------- | ---- | ---- | -------------------------------------------------- | ------------- |
|          | 1        | 10   | 10   | 2019年6月7日 (オンライン) 2019年6月16日 (Showtime) | 2019年8月18日 |
|          | 2        | 8    | 8    | 2021年3月28日                                      | 2021年5月16日 |
|          | 3        | 8    | 8    | 2022年7月31日                                      | 2022年9月25日 |

### シーズン1
| 通算 話数 | シーズン 話数 | タイトル                                                                            | 監督                       | 脚本                         | 放送日                                         | U.S.視聴者数 (百万人) |
| --- | ------------- | ----------------------------------------------------------------------------------- | -------------------------- | ---------------------------- | ---------------------------------------------- | --------------------- |
| 1 | 1             | "フリン市長が警官を送り込んだ夜" "The Night Flynn Sent the Cops on the Ice"         | マイケル・クエスタ         | Chuck MacLean                | 2019年6月7日 (online) 2019年6月16日 (Showtime) | 0.532                 |
| 1990年の腐敗したボストンで、ベテランFBI捜査官のジャッキー・ロアはたまたまボストン市警に逮捕された情報提供者のクレイ・ローチを見逃すよう、新任の地方検事捕のデコーシー・ワードに頼むが断られ、ミノーグ刑事に偽証させて釈放させる。チャールズタウンの犯罪ファミリーのフランキー・ライアンはトム・ヘイズら仲間とバー「エッブ・タイド」で武器を調達した後、現金輸送車を強盗するも顔を見られて警備員を殺す。デコーシーはジャッキーと組み、強盗事件の解決を図る。 |               |                                                                                     |                            |                              |                                                |                       |
| 2 | 2             | "サウス・ボストン高校で彼らが見たもの" "What They Saw in Southie High"              | Ed Bianchi                 | Chuck MacLean                | 2019年6月23日                                  | 0.446                 |
| 黒人の集まる教会で、デコーシーと妻シボーンの目前で射殺事件が起きる。ジャッキーは同居する妻の母親ローザと諍いになる。フランキーは他人に罪をなすりつけるため、強盗で用いた銃をエッブ・タイドに売り戻したとジミーに教える。フランキーの弟ジミーはジャッキーにエッブ・タイドが強盗事件に関連すると教える。デコーシーと調査員のハンクとレイチェルは4年前にエッブ・タイドで起きた未解決のケリー・キニッキ失踪事件を調べ、証言を翻したトム・ヘイズを聴取する。フランキーは強盗した金を隠し、マネーロンダリングする。ジミーは現金輸送車の沈んだ場所をジャッキーに売る。 |               |                                                                                     |                            |                              |                                                |                       |
| 3 | 3             | "愚か者も愚かさに徹すれば" "If Only the Fool Would Persist in His Folly"            | Christoph Schrewe          | Emily Ragsdale               | 2019年6月30日                                  | 0.409                 |
| jジャッキーは現金輸送車内に死体が見つからないことに怒り、ライアン家に行ってジミーの両親を尋問し、ジミーの別れたガールフレンドの住所を知る。FBIがジミーの麻薬所持をでっち上げてマイアミで逮捕する。フランキーの妻キャシーはジミーの行方を気にする。ジャッキーの妻ジェニーは夫婦仲をドイル神父に相談する。ジェニーは大学に行き教師になろうとする。ミノーグは教会射殺事件の担当となる。現場でミサを行っていたフィールズ牧師は警察と検察を批判する。デコーシーはケニッキ失踪事件を立件するため大陪審を開いて「沈黙の掟」を破らせようとし、トム・ヘイズ以外の証人をレイチェルに探させる。レイチェルはケニッキの知り合いだったシーク・シーハンを見つける。 |               |                                                                                     |                            |                              |                                                |                       |
| 4 | 4             | "悪しき者の悪はその者に帰する" "The Wickedness of the Wicked Shall Be Upon Himself" | Hagar Ben-Asher            | J.M. Holmes                  | 2019年7月7日                                   | 0.411                 |
| ジミーは釈放されてボストンに戻るが、フランキーに疑われる。フランキーの娘キャサリンは悪夢を見る。ジャッキーは妻ジェニーに近づかないようドイル神父を脅す。デコーシーは大陪審を再開し、証人のヘイズは何も語らないがシーハンは動揺してデコーシーに襲いかかる。現金輸送車強盗で使われた銃AK-47が特定される。4年前にフィールズ牧師からセクシュアルハラスメントを受けたケイラがシボーンに会いに来る。黒人教会での射殺事件を受けてシボーンはタウンミーティングを催す。 |               |                                                                                     |                            |                              |                                                |                       |
| 5 | 5             | "正義とは不正から生まれたもの" "From Injustice Came the Way to Describe Justice"    | アレックス・ザクシェフスキ | Michele McPhee               | 2019年7月14日                                  | 0.459                 |
| ジミーは強盗事件で使われた銃を、黒人のジェンセンが買ったとジャッキーに教える。ハンクとレイチェルはジェンセンを尾行し逮捕するが口を割らない。ジャッキーはロクスベリーに行き、ローチから銃の在りかを聞きだす。市警察が踏み込んで銃を押収するもミノーグ刑事は射殺される。新聞記者のミカエラ・フリーダが、ローチが釈放された件を不審視して調査する。フィールズ牧師のセクハラ問題がシボーンの弁護士事務所に持ち込まれ、シボーンは被害者を面接する。シボーンの母エロイーズが娘とデコーシーを訪れ、社会改革運動である「ジェネシス連合」の黒人側の指導者であるフィールズの悪影響を話し合う。キャサリンは悪夢のことを学校のカウンセラーに話す。 |               |                                                                                     |                            |                              |                                                |                       |
| 6 | 6             | "都会で聖者になるのはたいへんだ" "It's Hard to Be a Saint in the City"              | Metin Hüseyin              | Jorge Zamacona               | 2019年7月21日                                  | 0.406                 |
| 押収された銃は現金輸送車の弾痕と一致しないが、逮捕された男はAK-47をエッブ・タイドで買ったと自供し、店主フックが逮捕される。ジャッキーはフックの弟がベトナムからAK-47を持ち帰ったことを聞きだしてフックを脅す。他の銃は連邦政府の武器庫から盗まれている。妊娠した愛人が家に押し掛けてきてジャッキーは家を追い出される。学校をサボっていた娘のベニーはローチと付き合い、麻薬を過剰投与されたのちに暴行されて発見される。フィールズはシボーンを中傷してまわり、デコーシーに殴りかかる。ジャッキーを恨むミカエラは、捜査チームに付きまとう。フランキーとジミーの母が倒れ入院する。入院費用のため、フランキーは新たな犯罪を計画する。 |               |                                                                                     |                            |                              |                                                |                       |
| 7 | 7             | "敵も味方も関係ない" "There Are No Fucking Sides"                                   | キーラ・セジウィック       | Emily Ragsdale & J.M. Holmes | 2019年7月28日                                  | 0.534                 |
| デコーシーはフックの弁護士との交渉の末、強盗事件ではなく武器密売に関する自供を得る取引に応じて摘発につなげる。だが逮捕した密売犯は有力者の家族のおかげで軽い刑で済む。ミカエラは何者かに重傷を負わされて入院し、レイチェルが事件を調査する。ベニーは退院する。フランキーの娘キャサリンはキニッキの息子マイルズと喧嘩する。フランキーとジミーは次の犯罪のために武器を求める。強盗事件捜査の行き詰まりとジミーの情報に不満を持つジャッキーはヴィートにジミーの車を襲わせるも、フランキーが殺す。死体を運ぶジミーをジャッキーが尾行して脅し、警備員死体発見につながる情報を吐かせる。 |               |                                                                                     |                            |                              |                                                |                       |
| 8 | 8             | "高い絞首台の上で" "High on the Looming Gallows Tree"                               | クラーク・ジョンソン       | Stephen Day                  | 2019年8月4日                                   | 0.601                 |
| 警備員の死体を発見したジャッキーは脚光を浴びる。レイチェルはミカエラ襲撃を巡ってジャッキーを疑いジェニーに接近する。デコーシーは大陪審でシーハンを尋問し追い詰める。ヘイズは大陪審での証言を拒み姿を消す。デコーシーはシーハンの妻からヒントを得てハンクとレイチェルにジミーを尾行させ、ジャッキーとの面会を確認する。デコーシーの周囲は政界進出を期待する。デコーシーが自分を利用してルイス警部と組みフィールズを追放したことで、シボーンは怒る。ジャッキーは、娘ベニーに麻薬を過剰投与したのがクレイ・ローチと知って殺す。 |               |                                                                                     |                            |                              |                                                |                       |
| 9 | 9             | "ポンペイの耳の悪い賢者" "The Deaf Sage of Pompeii"                                 | アダム・バーンスタイン     | Matthew Nemeth               | 2019年8月11日                                  | 0.555                 |
| フランキーとジミーの母は退院する。ガールフレンドに去られたジミーは自殺を考える。ハンクがジミーの車泥棒の現場をおさえ、デコーシーがジミーを尋問する。ジミーは次の強盗計画を打ち明け、自分を釈放して実行させ摘発するよう持ち掛ける。デコーシーはFBIとジャッキーに隠れて警察だけで摘発計画を進める。レイチェルはFBIの情報源ローチの死体を発見し、自殺の見せかけにもかかわらず他殺を疑う。デコーシーとシボーンはジェネシス連合の掲げる犯罪撲滅をタウンミーティングで訴える。ジェニーは離婚を決意する。ベニーはボストンを離れる。ジェニーは同級生に、かつて母の黙認のもとで実父から性的虐待を受けたことを打ち明ける。フランキー、ジミーと仲間は強盗に向かい、警察が罠を用意する中、ジャッキーはのけ者にされたことに気づいてFBIと現場に着き手柄を横取りする。ハンクは撃たれて亡くなり、フランキーとジミーは逮捕される。ジャッキーはライアン家を家宅捜索する。 |               |                                                                                     |                            |                              |                                                |                       |
| 10 | 10            | "カーリー市長と最後の歓呼" "Mayor Curley and the Last Hurrah"                       | Christoph Schrewe          | Chuck MacLean                | 2019年8月18日                                  | 0.569                 |
| ヘイズも逮捕される。デコーシーはジャッキーの反対を押し切ってジミーに免責を与える。法廷でジミーは警備員殺人へのフランキーの関与を証言する。だがフランキーの弁護士の追及で、ジミーは州警察の情報提供者であったケニッキを殺したことを告白する。フランキーは有罪を宣告される。 |               |                                                                                     |                            |                              |                                                |                       |

### シーズン2
| 通算 話数 | シーズン 話数 | タイトル                                                | 監督                           | 脚本                           | 放送日        | U.S.視聴者数 (百万人) |
| --- | ------------- | ------------------------------------------------------- | ------------------------------ | ------------------------------ | ------------- | --------------------- |
| 11 | 1             | "ビル・ラッセルのベッド" "Bill Russell's Bedsheets"     | ケヴィン・ベーコン             | Chuck MacLean                  | 2021年3月28日 | 0.372                 |
| ジャッキーは同乗していた連邦検事捕のホリーが薬物過剰使用で倒れたため、既知の元FBIが警備担当をする病院の前に捨てる。デコーシーは上司にこの事件を任され、ジャッキーの関与を疑う。ロクスベリーにある連邦政府所有のブラクストン公営住宅に住む前科のないマデリンが薬物所持でボストン市警に逮捕され、FBIに身柄を移される。自治会長のグレイスはシボーンを通じてデコーシーに釈放を依頼する。デコーシーはホリーの件でジャッキーを脅してマデリンの釈放を求める。ジャッキーは仕返しに、ボストン市警の青少年暴力対策班と地方検事局がマデリンを情報提供者に仕立て上げるために不当逮捕をした疑惑を連邦検事のシミズに話す。ジミーは麻薬の売人になり、グレイスの息子たちと取引する。ジャッキーとジェニーは、娘ベニーを腫物のように扱う。ジェニーの母ローザは別居している。バレンタインデーに、グレイスの二人の息子を含む二つの麻薬ギャングが抗争し、流れ弾で少女レイナが死ぬ。                                                                                                 |               |                                                         |                                |                                |               |                       |
| 12 | 2             | "いけにえが欲しい" "I Need a Goat"                      | Ed Bianchi                     | Tamara P. Carter               | 2021年4月4日  | 0.353                 |
| ホリーは脳卒中で昏睡状態にある。デコーシーとジャッキーの尽力でマデリンは釈放される。ジャッキーはマデリンの不当逮捕の件でボストン市警と地方検事局を追及し、デコーシーの過去を洗う。レイナ殺人を捜査するケイスンは、グレイスの二人の息子の一人ケルヴィンを逮捕する。シボーンは不妊治療を受ける。夫が服役するキャシーの美容院は経営難となる。キャシーは恨むジミーに、麻薬を入手するよう頼む。病気の母を訪ねたジェニーはドイル神父に再会する。 |               |                                                         |                                |                                |               |                       |
| 13 | 3             | "私は漆黒なる黒" "Is the Total Black, Being Spoken"     | Benny Boom and Hagar Ben-Asher | J.M. Holmes                    | 2021年4月11日 | 0.347                 |
| シボーンがケルヴィンの弁護を引き受けて仮釈放させる。ジャッキーはデコーシーの情報源のタウンゼントを脅し、彼に不利な証言をさせようとする。デコーシーはジャッキーが留守中に家を訪ねてきたことを知り、仕返しに彼の家を訪ね、ジェニーと話してクレイ・ローチ殺人事件を探る。シボーンは市会議員への出馬を打診される。シボーンは妊娠を知る。連邦検事のシミズはホリーとジャッキーの関りを疑い始める。キャシーは服役中のトミー・ヘイズを訪ねてジミーの麻薬を売りさばくよう頼む。ジミーに追加の麻薬を求め、ジミーはグレイスのもう一人の息子アントンから入手してキャシーに渡す。キャシーは代金を求めるジミーを殺す。 |               |                                                         |                                |                                |               |                       |
| 14 | 4             | "白人でいたいバカ" "Overtime White and Overtime Stupid" | Benny Boom                     | Regina Porter                  | 2021年4月18日 | 0.372                 |
| 病院でホリーを見舞ったジャッキーは良心の呵責を覚え始める。ジャッキーが脅迫を止めたため、タウンゼントはデコーシーを陥れようとした証言を覆してシミズを怒らせる。アントンは対立するギャングの一人を撃つ。シボーンはデコーシーに妊娠を告げるも冷たい反応に失望する。銃と麻薬所持で逮捕されたアントンは、シボーンに弁護される。デコーシーは義母エロイーズと話し、シボーンは市会議員になるためにグレイスの支持が必要だと聞かされる。グレイスはアントンを救うために抗議運動を始める。デコーシーはキャシーがジミーを殺したと疑うが、逮捕はせずにジミーが麻薬を仲介していたことを聞きだし、アントンおよびケルヴィンとの関係を探る。ジェニーは教会でベルファストから来た女性メイヴと知り合い家に招く。 |               |                                                         |                                |                                |               |                       |
| 15 | 5             | "エデンの東" "East of Eden"                             | Christoph Schrewe              | Jorge Zamacona                 | 2021年4月25日 | 0.308                 |
| シミズはジャッキーの左遷を画策する。シボーンはデコーシーと法廷で対決し、アントンの保釈を勝ち取る。だがグレイスは保釈金を工面できず、自治会の資金に手を付ける。アントンはデコーシーを恨んで襲撃し、シボーンを誤射する。ジャッキーは代わりに復讐をしてやるとデコーシーに持ちかけるも断られる。ジャッキーは左遷の前にアントンを追及させてくれとシミズに頼む。ジェニーは自分を性的虐待した父が生きていると母から聞く。キャシーはケルヴィンから麻薬を仕入れようとする。 |               |                                                         |                                |                                |               |                       |
| 16 | 6             | "遺言なんてやめて" "Don't Go Sayin Last Words"          | Christoph Schrewe              | Emily Ragsdale                 | 2021年5月2日  | 0.426                 |
| アントンは姿を消し、デコーシーは事件から外され、ジャッキーがアントンを探す。グレイスはアントンのアリバイを証言する。ジャッキーはグレイスの資金流用を疑う。アントンとケルヴィンは対立するギャングを襲って死者を出すも、ケルヴィンは重傷を負う。ケルヴィンはアントンがシボーンを誤射したことをグレイスに認める。ジェニーはメイヴが仲間に追われる元IRAであることを知る。キャシーは美容院を失って困窮し、別の麻薬供給先を見つける。 |               |                                                         |                                |                                |               |                       |
| 17 | 7             | "アポファシス" "Apophasis"                              | クラーク・ジョンソン           | Matthew Nemeth                 | 2021年5月9日  | 0.471                 |
| グレイスはケルヴィンを闇医者に手当てさせる。ギャングの銃撃戦を捜査したジャッキーは、靴に血の跡があったグレイスを逮捕する。シボーンは流産し、事件から外されたデコーシーは復讐を誓う。デコーシーの上司ダンとジャッキーは、グレイスと取引し、釈放してアントン逮捕を幇助させる。だがアントンはケイスンの命令に背いた警官サフェリンに射殺される。ケルヴィンは病院で治療を受ける。ジェニーはメイヴに逃走資金を渡す。キャシーはジミーのシマの通りで麻薬販売を始める。その長女は隠されていた父の死を知る。 |               |                                                         |                                |                                |               |                       |
| 18 | 8             | "パックス・ボストニア" "Pax Bostonia"                   | クラーク・ジョンソン           | Jorge Zamacona & Haley Cameron | 2021年5月16日 | 0.382                 |
| デコーシーは、陪審員の大多数が黒人となるケルヴィンの裁判で検事席に同席するよう上司のダンに求められ、サフェリンを追及する条件で承諾する。デコーシーは左遷の危機にあるジャッキーに手柄を立てさせるため追及に加わるよう誘う。ジャッキーは一度は断るも、シミズに司法業務査察室の査問にかけられると聞かされ、一転してサフェリンの追及をもちかける。シボーンはケルヴィンの弁護を断り、弁護士事務所を辞め、アメリカ自由人権協会に加わる。サフェリンは逮捕される。グレイスは規則により公営住宅から追放され、ケルヴィンは刑務所で殺される。メイヴらIRAのメンバーは武器購入でもめて殺されるが、ジャッキーは妻には秘密にする。ベニーはボーイフレンドと共にニューヨーク大学に合格する。ジャッキーは査問委員会でホリーの件を追及されて解雇の見込みとなる。教区の資金をIRAに渡した証拠を見せてドイル神父を脅す。ジェニーは母から自分を性的虐待した父の住所を渡されて家を訪ねるも女に追い返される。キャシーは麻薬の代金を要求したギャングを殺し、子供たちとフロリダに逃げる。 |               |                                                         |                                |                                |               |                       |

### シーズン3
シーズン3では邦題はない。
| 通算 話数 | シーズン 話数 | タイトル                         | 監督              | 脚本             | 放送日        | U.S.視聴者数 (百万人) |
| --- | ------------- | -------------------------------- | ----------------- | ---------------- | ------------- | --------------------- |
| 19 | 1             | "Gods and Monsters"              | Christoph Schrewe | Jorge Zamacona   | 2022年7月31日 | 0.244                 |
| 1年後、シミズの追及をかわすためにFBIを辞めたジャッキーはバーで働き生活費に困る。裕福な恩師シンクレアの自宅の警備主任となる。シンクレアは後妻レティシアの黙認のもと、娘ヴィクトリアの同級生ドミニクを意識を失った状態で犯す。酒を持ちドミニクの部屋を訪ねる。ジャッキーの妻ジェニーは休暇中のドイル神父にボランティア組織で再会する。デコーシーの上司の地区検事ガイ・ダンは州司法長官に立候補を考え、後任としてデコーシーとブレア・チャベスを競わせる。シミズはサフェリンの訴訟を準備するも、証言する予定の警官ウォレスは同僚ダンリーヴィーに射殺される。デコーシーは父フランクリンが倒れたと聞いてブルックリンに戻るが、フランクリンは癌の治療を拒否する。アメリカ自由人権協会で働くシボーンは工事現場ビッグ・ディグの労働者エルナンドの負傷事故を担当する。 |               |                                  |                   |                  |               |                       |
| 20 | 2             | "A Program of Complete Disorder" | Christoph Schrewe | J.M. Holmes      | 2022年8月7日  | 0.199                 |
| ジャッキーは薬物過剰摂取で死んだドミニクの死因に不審を持つ。ヴィクトリアも父の関与に不審を抱いて家出し、ドミニクの部屋で高額な酒を見つける。ジャッキーはヴィクトリアを探し出し連れ戻す。シンクレアは口封じとして高額な車をジャッキーに与える。ドイル神父が、ジェニーにかつて性的暴行をした父親を連れて来るも、ジェニーは拒否して殴り追い返す。ダンリーヴィーは内務調査で跳弾がウォレスを殺したと主張する。ケイスンは仲間を売ったと責めるダンリーヴィーと乱闘になる。デコーシーは警官による犯人殺しをめぐり、警官である兄ルイと口論になる。二人の父フランクリンは死ぬ。シボーンは撃たれた体験のPTSDに苦しみながらビッグ・ディグで事故を起こしたニーダム産業を追及する。 |               |                                  |                   |                  |               |                       |
| 21 | 3             | "Speak When You're Angry"        | Marshall Tyler    | Emily Ragsdale   | 2022年8月14日 | 0.207                 |
| ヴィクトリアは口封じのためロンドン留学に送り出される。ジャッキーとジェニーはニューヨーク大学に入る娘ベニーを送って行く。ジェニーは暴行容疑で父親に訴えられ、ジャッキーは妻と会ったことでドイル神父を脅し、容疑をかけて陥れようとする。シンクレアの黙認のもとでレティシアと関係を持つ。シンクレアが朦朧とした若い女性ベットと一緒にいるところを見る。地区検事を目指すデコーシーは、黒人のウィテカーが警官アンドリューズを殺したとされる、一審で審理無効となった事件を引き継ぐ。被害者および証人であるケノッキとプランケットも悪徳警官だと聞き、ケイスンに調査を頼む。何者かにダンリーヴィーが殺されてケイスンに容疑がかかる。シボーンの高校時代の親友ルルが自殺する。シボーンはかつてルルの運転する車に同乗し、ひき逃げを黙っていたことが分かる。 |               |                                  |                   |                  |               |                       |
| 22 | 4             | "Ugly, Like I Said"              | Marshall Tyler    | Tamara P. Carter | 2022年8月28日 | 0.289                 |
| ジャッキーは、シンクレアからの高報酬とレティシアとの関係にもかかわらず、娘と同年齢のドミニクの死を見逃せない。ドミニクの解剖結果を知り合いのFBI捜査官ミラニから入手して薬物が検出されたと知り、ドミニクの両親を訪ねる。シミズが担当するアントン殺人事件の公判で、ケイセンとジャッキーはサフェリンに不利な証言をして有罪となる。ケイセンの妻は、警官の死亡事件が連続したことの恐怖に耐えられずに夫に辞職を請うも、拒否されたためにに実家に帰る。ジェニーはシミズを訪ねてジャッキーのFBI復職の可能性を探る。ガイ・ダンはシンクレアから献金を受ける。競争相手のチャベスが担当事件を解決し、デコーシーはウィテカーを有罪にするよう圧力を受ける。シボーンはビッグ・ディグの事件を調査をやめるようマフィアから脅される。 |               |                                  |                   |                  |               |                       |
| 23 | 5             | "Take Me Home"                   | Hagar Ben-Asher   | Haley Cameron    | 2022年9月4日  | 0.224                 |
| ジャッキーはシンクレアからの口止め料をベットに渡す。ミラニ捜査官から、シンクレアが女学生に奨学金を出し、その一人にレイプで訴えられたと聞く。デコーシーにシンクレアの薬物レイプ犯罪の追及の助けを求める。ドイル神父は、ジェニーの父が謝罪と引き換えに訴訟を取り下げる提案を持ってくるが、ジャッキーとジェニーは拒否する。ジェニーは父による性的虐待のことを弁護士に話すことができない。ジェニーは川からFBIのバッジを回収させてジャッキーに返す。ドイルはジェニーに寄付する。サフェリンは減刑と引き換えにアンドリューズとダンリーヴィー殺人事件の情報をよこすと申し出るが、デコーシーは拒否する。プランケットを脅して減刑と引き換えにケノッキがアンドリューズとダンリーヴィの両方を殺したとの証言を得る。ウィテカーとケイスンの容疑は晴れる。ケイスンは寂しさから売春婦を買う。シボーンはエルナンドの同僚から有利な証言を得るが、エルナンドの家族は治療費に困る。ニーダム産業のCEOはシボーンの不安定な精神状態を攻撃する。記者がルルのひき逃げ事件を嗅ぎつける。 |               |                                  |                   |                  |               |                       |
| 24 | 6             | "Tenderness"                     | Hagar Ben-Asher   | Regina Porter    | 2022年9月11日 | 0.167                 |
| ジャッキーは失踪したベットの家を訪問した時に銃撃されて手術を受ける。エロイーズは、ジェニーに異母兄がいると打ち明ける。ジャッキーを見舞うレティシアに会ったジェニーはドイルを食事に誘う。デコーシーはシンクレアの財団から奨学金を受け取った女性たちをインタビューするも、ロシアからの留学生イリーナ以外は協力を拒否する。チャベスとケイスンは協力して中絶医療機関爆破事件を捜査する。犯人のハートマンは精神異常を装う。チャベスは、3人の部下を失ったケイスンを検事局の捜査員に誘う。ケイスンは梅毒にかかる。シボーンはカウンセリングを受ける。記者にかつてのひき逃げ事件のことを率直に語り、好意的な記事が書かれる。被害者の遺族の家族を訪ねて謝罪するも憎悪にさらされる。 |               |                                  |                   |                  |               |                       |
| 25 | 7             | "Boston Bridges, Falling Down"   | Ed Bianchi        | Chris Andrien    | 2022年9月18日 | 0.258                 |
| ジェニーはドイル神父と寝る。異母兄を探すために探偵を雇う。ジャッキーは退院し、ミラニと協力して、自分の銃撃犯を雇ったのはドイル神父と知り逮捕させる。ジェニーは異母兄が精神病棟にいると知る。ジャッキーは、シンクレアの元右腕のルーダーがイリーナを脅して沈黙を強いたことを知り、もらった車を返す。ガイ・ダンはデコーシーがシンクレアを調査していることを知る。ケイスンは検事局に異動するも、妻は別居を続け、息子は荒れる。シボーンは夫の助けで証言を集め、ニーダム産業から900万ドルの賠償金をエルナンドのために得る。 |               |                                  |                   |                  |               |                       |
| 26 | 8             | "Whipping Post"                  | Ed Bianchi        | Matthew Nemeth   | 2022年9月25日 | 0.201                 |
| ガイ・ダンはシンクレアの追及をやめるようデコーシーに圧力をかける。レティシアとの不倫により、法廷でのジャッキーの証言の信憑性には疑念が出る。ジャッキーはベットを探し出して証言するよう説得し、シンクレアを逮捕させる。チャヴェスはデコーシーを支援する。ヴィクトリアが父に敵対する証人となり、レティシアも夫のもとを去る。悲観したシンクレアは薬物を過剰摂取して意識が戻らず裁判は延期される。ジェニーは異母兄に会い、父に感謝する言葉を聞く。父に会い殴ったことを謝罪する。ジェニーとジャッキーは不倫を認め合い、ジェニーは家を出る。ケイスンは妻からの復縁の申し出を断る。シボーンはテレビ番組で組合を批判し、マフィアに襲われるもデコーシーが追い払う。 |               |                                  |                   |                  |               |                       |

## 製作
シリーズは2018年5月にShowtimeによって発注された。

## 公開
2019年6月16日より放送された。